# Линия 11 (Стамбульский метрополитен)
Линия M11 (тур. M11 Gayrettepe — İstanbul Havalimanı — Halkalı) — линия Стамбульского метро. Дата открытия — 22 января 2023 года. Имеет длину 41,2 км, а при открытии всех станций (16) будет иметь рекордную длину 69,1 км. По линии можно доехать до Нового Аэропорта Стамбула и в город Арнавуткёй. Перегон Гёктюрк — Ихсанийе стал рекордным по длине (9,95 км). Подвижной состав от китайской компании CRRC.

## Пересадки
| Пересадка на линию | Со станции | На станцию |
| ------------------ | ---------- | ---------- |
| Линия 2            | Гайреттепе | Гайреттепе |
| Линия 7            | Кагытхане  | Кагытхане  |

## Станции
- Gayrettepe (Пересадка: М2)
- Kağıthane (Пересадка: М7)
- Hasdal
- Kemerburgaz
- Göktürk
- İhsanye
- Uydu Terminali
- İstanbul Havalimanı
- Kargo Terminali
- Taşoluk
- Arnavutköy